# Jan Sieraczkiewicz
Jan Albin Sieraczkiewicz (ur. 1 marca 1952) – polski samorządowiec, radny Włocławka w latach 2006-2010 i dyrektor Ośrodka Sportu i Rekreacji we Włocławku w latach 2011-2016, fotograf.

## Życiorys
Ukończył studia prawnicze na Wydziale Prawa i Administracji Uniwersytetu Mikołaja Kopernika w Toruniu. W przeszłości pracował w Zakładach Celulozowo-Papiernicze im. Juliana Marchlewskiego we Włocławku, gdzie był redaktorem gazety zakładowej Echo Papiernika. Po upadku fabryki w 1994 roku próbował ustalić losy pamiątek przechowywanych w Izbie Pamięci, bezskutecznie. Następnie trudnił się jako dziennikarz oraz urzędnik w Urzędzie Marszałkowskim w Toruniu. Prowadził także własną kancelarię prawniczą.

### Radny Włocławka
W latach 2006–2010 był radnym Włocławka z ramienia Platformy Obywatelskiej. Był przewodniczącym Komisji Budżetu, Rozwoju i Promocji Miasta oraz wiceprzewodniczącym Komisji Kultury i Sportu.
W wyborach samorządowych 2010 roku poparł  na stanowisko prezydenta Włocławka kandydaturę Andrzeja Pałuckiego z Sojuszu Lewicy Demokratycznej.
W wyborach samorządowych w 2018 roku bezskutecznie ubiegał się mandat radnego z ramienia Komitetu Wyborczego Wyborców Macieja Maciaka.

### Dyrektor OSiR

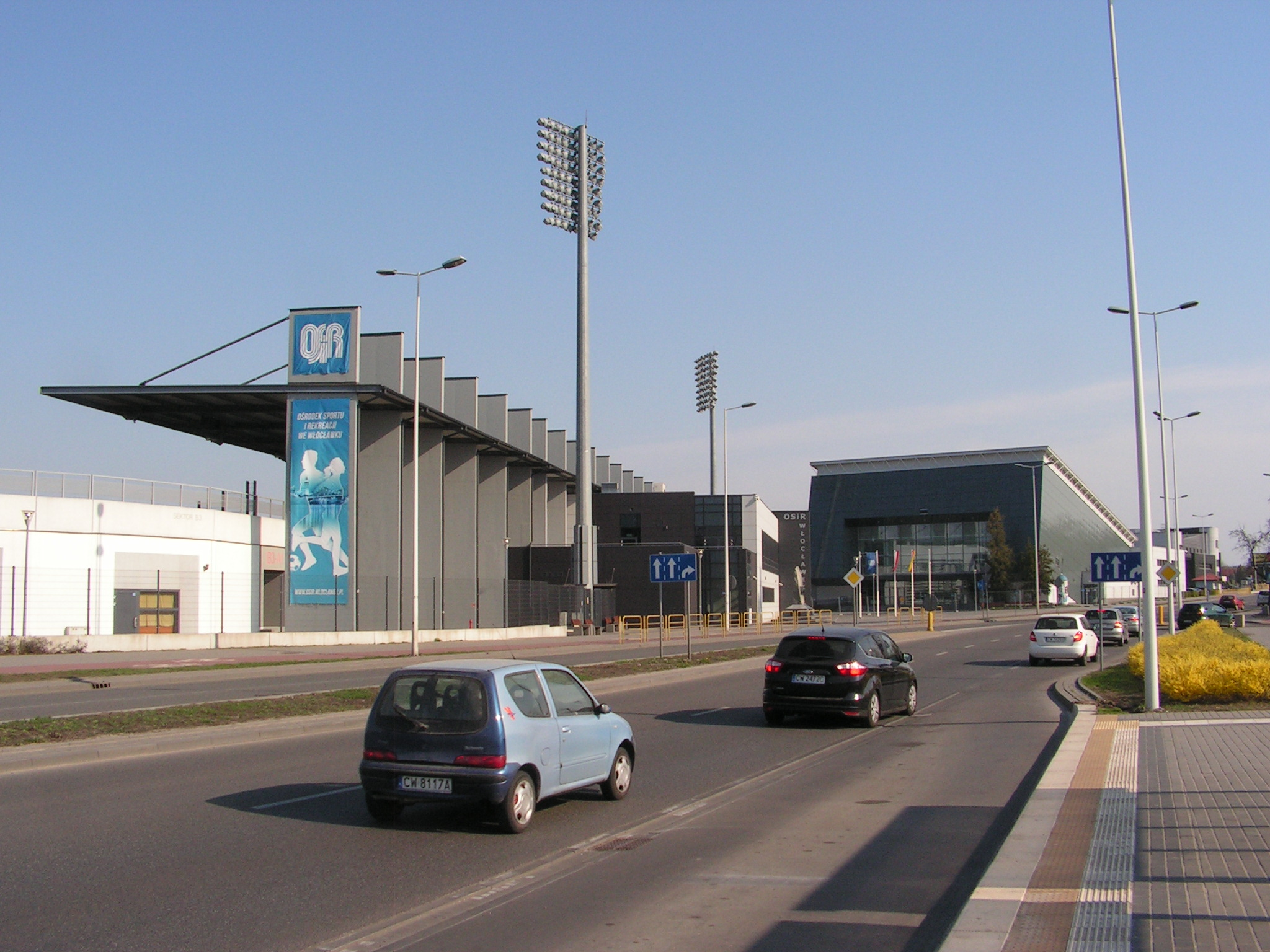
Stadion piłkarsko-lekkoatletyczny i hala sportowo-widowiskowa we Włocławku

7 marca 2011 roku został dyrektorem Ośrodka Sportu i Rekreacji we Włocławku. Zastąpił na tym stanowisku Elżbietę Szparagę, która przeszła na emeryturę. Na rozmowie kwalifikacyjnej, która odbyła się 4 marca, przedstawił 39-stronicowy plan działania ośrodka. Jako dyrektor, dokończył budowę Międzyosiedlowego Basenu Miejskiego, dokończył budowę i doprowadził do otwarcia Przystani wodnej im. Jerzego Bojańczyka, początkowo zamkniętej przez Inspektora Nadzoru Budowlanego z powodu zbyt szerokich szpar między deskami pomostu oraz dokonał m.in. przebudowy i adaptacji stadionu OSiR na obiekt piłarsko-lekkoatletyczny i hali sportowo-widowiskowej OSiR. Współorganizował wakacyjną imprezę cykliczną pt. Bulwar Sportu. Do 4 lutego 2015 roku należał do Miejskiej Rady Sportu we Włocławku.

#### Odwołanie
26 lutego 2016 roku prezydent Marek Wojtkowski odwołał go ze stanowiska w trybie dyscyplinarnym. Obowiązki dyrektora przejął jego zastępca Sławomir Majerski. Powodem odwołania był negatywny wynik kontroli po remoncie hali sportowo-widowiskowej. Wykazała ona m.in., że nie dokonano ustalenia wartości zamówienia. Ponadto Sieraczkiewicz zlecił trzy odrębne zamówienia na remont hali o łącznej wartości ponad 60 tysięcy euro, naruszając tym prawo o zamówieniach publicznych i ustawę o finansach publicznych. Pojawiły się też zastrzeżenia co do bezcelowego zakupu markowej odzieży i obuwia sportowego dla osób, które nie widnieją w tabeli norm przydziałów (kierownika stadionu, trzech gospodarzy Hali Mistrzów, dwóch gospodarzy hali sportowo-widowiskowej, pracownika obsługi obiektu i kierowcy) w latach 2013-2014. W kwietniu 2017 roku Regionalna Izba Obrachunkowa uznała, że jako dyrektor naruszył dyscyplinę finansową jednostki miejskiej. W maju 2017 roku Sieraczkiewicz wygrał sprawę przeciwko byłemu pracodawcy o przywrócenie go do pracy. Do sprawy włączył się Urząd Miasta. Ratusz odwołał się od decyzji do Sądu Okręgowego i zaproponował ugodę, na mocy której Sieraczkiewicz miałby zostać zatrudniony w Urzędzie Miasta. Sąd nie wyraził zgody na ugodę

### Fotografia

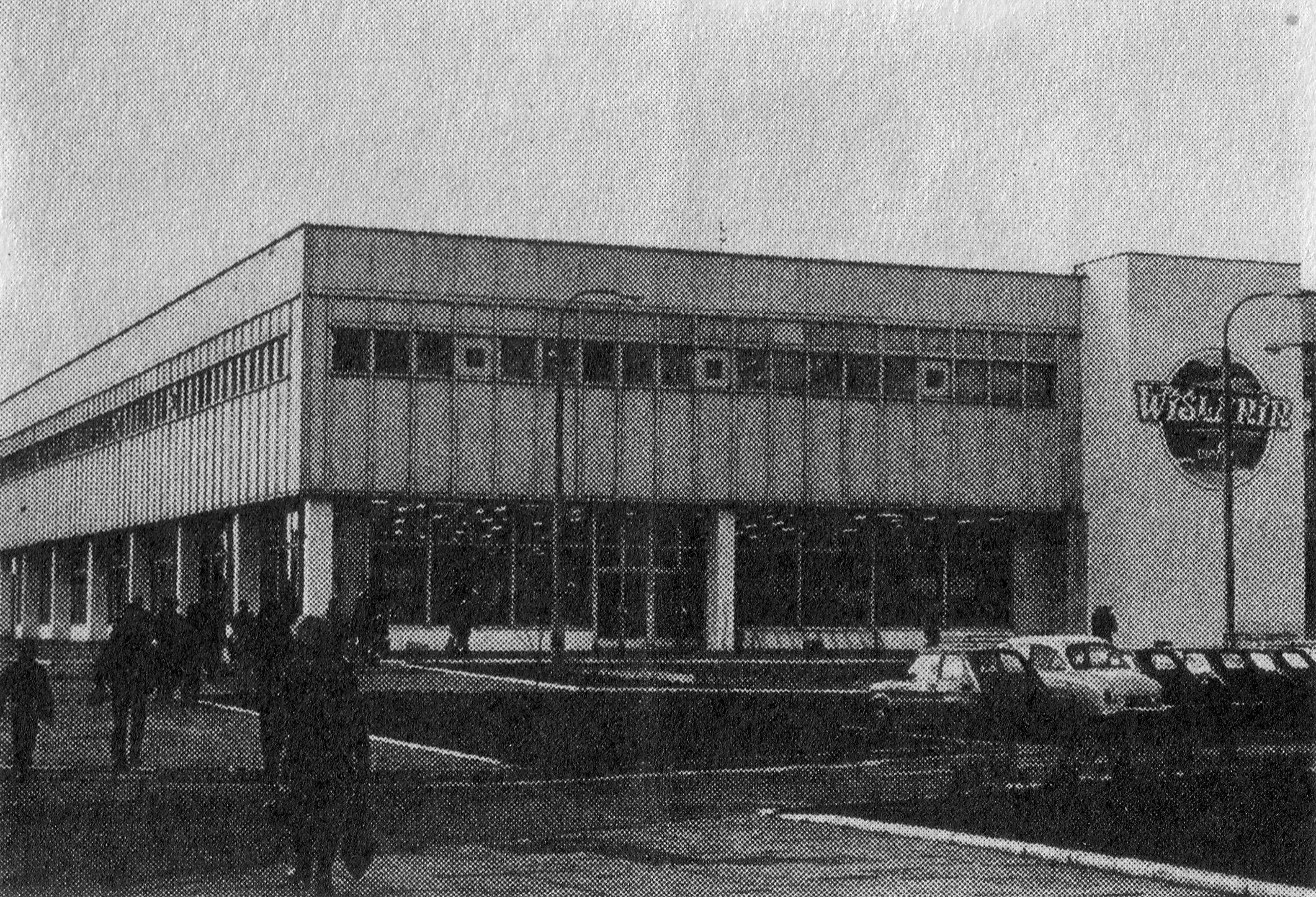
Zdjęcie aut. Jana Sieraczkiewicza przedstawiające Pawilon Handlowy "Wiślanin" we Włocławku, zamieszczone w przewodniku turystycznym z 1989 roku

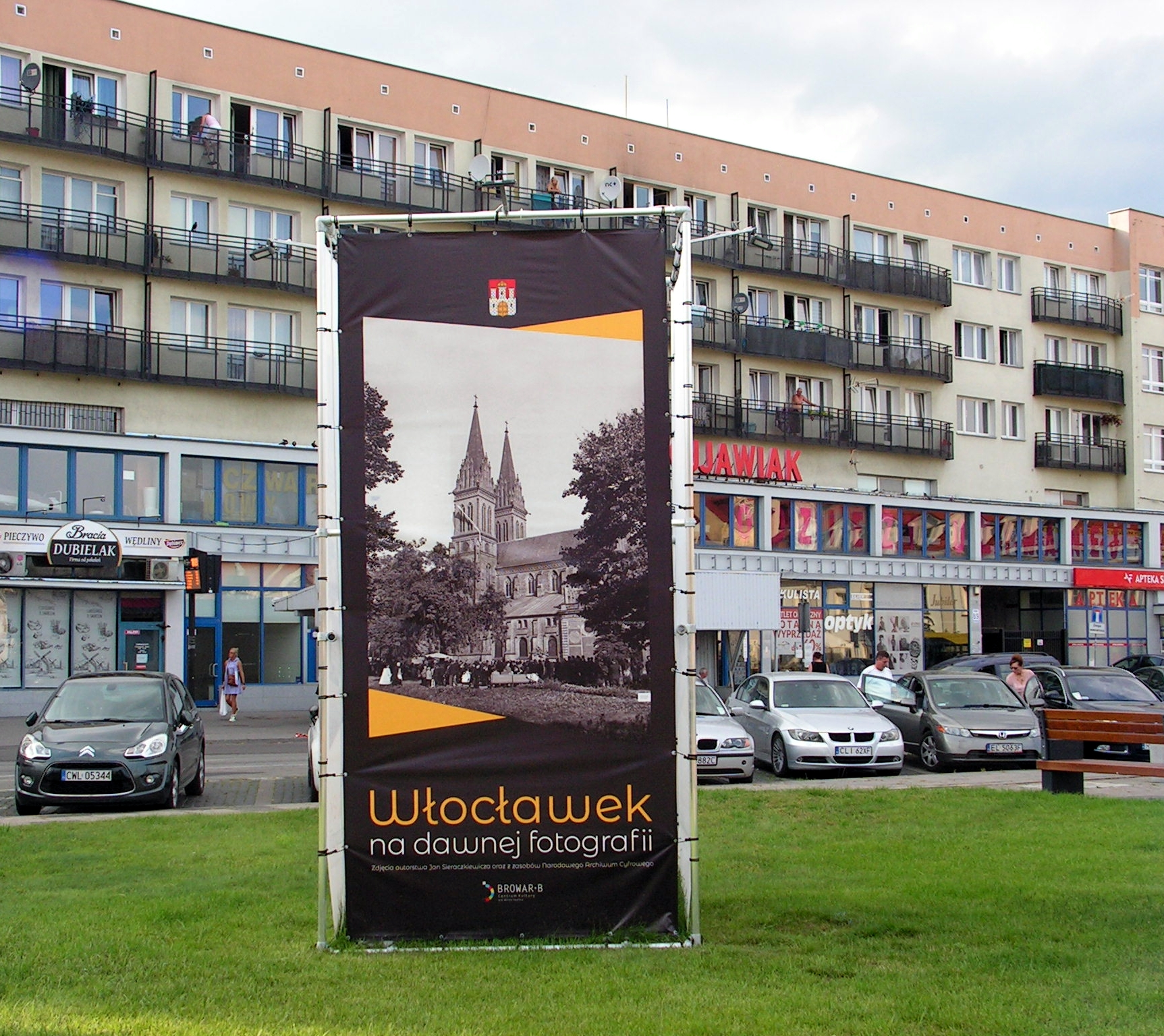
Banner główny wystawy Włocławek na dawnej fotografii z 2020 roku

Począwszy od lat 80. uprawia artystyczną fotografię dokumentalną. Szczególnie interesują go zakłady pracy i życie codzienne mieszkańców. Uwiecznił na fotografiach nieistniejące już fabryki we Włocławku, np. Zakłady Celulozowo-Papiernicze im. Juliana Marchlewskiego czy Włocławską Fabrykę Fajansu. Dokumentował ważne wydarzenia w historii miasta, takie jak przyjazd kardynała Stefana Wyszyńskiego czy arcybiskupa Karola Wojtyły. Zdjęcia te publikowane były w książkach nt. historii miasta, takich jak Włocławek: kalendarium dziejów miasta z 2003 roku. Będąc dyrektorem Ośrodka Sportu i Rekreacji we Włocławku, sam wykonywał zdjęcia podczas niektórych imprez sportowych. Do dziś okazyjnie relacjonuje niektóre wydarzenia kulturowe we Włocławku. 
Jest autorem zdjęć do kilkudziesięciu albumów, głównie na temat Włocławka i Kujaw, a także tysięcy zdjęć do wydawnictw reklamowych i czasopism. W 1997 roku wydał album pt. Odkrywanie piękna : Włocławek, Kujawy wschodnie i ziemia dobrzyńska w fotografii, nakładem wydawnictwa "Top", z tekstem Zbigniewa Żbikowskiego. W 2009 roku opublikował album pt. Wspomnienia o mistrzu : Stanisław Zagajewski 1927-2008, wydany przez Agencję Reklamową TOP z Włocławka. Publikacja zawiera ponad 200 czarno-białych fotografii opatrzonych szerokim komentarzem na temat życia Stanisława Zagajewskiego. Począwszy od lat 80. filmował lokalne imprezy folklorystyczne we Włocławku. Nagrania te zdeponowane są w Dziale Promocji i Edukacji Muzeum Ziemi Kujawskiej i Dobrzyńskiej we Włocławku. W 2009 roku zrealizował wraz z Bogdanem Brzezińskim, Krystyną Pawłowską i Marcinem Zielińskim 10-minutowy film pt. Świat na opak. Od ludowych zapustów na kujawskiej wsi do ulicznej parady we Włocławku.
W 2008 roku otrzymał II nagrodę w konkursie fotograficznym Pokaż swój Region organizowanym przez Kujawsko-Pomorską Organizację Turystyczną za zdjęcie pt. Spacer.
W październiku 2004 roku w Galerii Sztuki Ludowej i Nieprofesjonalnej w Bydgoszczy miała miejsce wspólna wystawa rzeźb Stanisława Zagajewskiego i fotografii Jana Sieraczkiewicza, przygotowana przez Dział Sztuki Muzeum Ziemi Kujawskiej i Dobrzyńskiej we Włocławku. Od 22 czerwca do 31 grudnia 2011 roku w Muzeum Etnograficznym we Włocławku miała miejsca wystawa pt. U Maryi stóp. Sanktuaria Kujaw i ziemi dobrzyńskiej, przy której wykorzystano m.in. zdjęcia Sieraczkiewicza. Ekspozycja była kontynuacją i poszerzeniem wystawy towarzyszącej IV pielgrzymi Jana Pawła II do Polski w 1991 roku, w trakcie której odwiedził on Włocławek. 26 czerwca 2020 roku na Placu Wolności we Włocławku zainstalowano wystawę czasową pt. Włocławek na dawnej fotografii, złożoną głównie ze zdjęć Jana Sieraczkiewicza. Wystawa jego fotografii pod nazwą Foto Galeria Kocham Włocławek stanowi wystrój restauracji Nowy Ekspres przy ul. Kościuszki we Włocławku. Sieraczkiewicz osobiście wymienia kilkukrotnie w ciągu roku prezentowane zdjęcia. Fotografie Sieraczkiewicza można też oglądać na jego profilu na Facebooku.

#### Publikacje
- Malowany fajans : katalog wystawy : grudzień 1982-styczeń 1983, Galeria TPSP "Stara Kordegarda" w Łazienkach Królewskich, Warszawa, ul. Szwoleżerów 9 (Warszawa: Instytut Wydawniczy Związków Zawodowych, na zlecenie Towarzystwa Przyjaciół Sztuk Pięknych, 1982) - tekst Janina Dąbrowska, opr. graficzne Janusz Nowierski
- VI Biennale Fajansu Włocławskiego : lipiec-październik 1983 (Warszawa: Instytut Wydawniczy Związków Zawodowych, na zlecenie Muzeum Ziemi Kujawskiej i Dobrzyńskiej we Włocławku, 1983) - red. Marek Zapędowski, tekst Janina Dąbrowska, projekt katalogu i plakatu Janusz Nowierski, fot. wspólnie z Krzysztofem Blaszką
- Danuta Kuźnicka, Spółdzielnia Mieszkaniowa "Południe" we Włocławku: informator (Włocławek: Włocławskie Towarzystwo Naukowe; Spółdzielnia Mieszkaniowa "Południe", 1985)
- Danuta Kuźnicka, Sprawozdanie z działalności Włocławskiego Towarzystwa Naukowego w latach 1983-1984: Walne Zgromadzenie [Sprawozdawczo-Wyborcze], 9 listopada 1984 (Włocławek: Włocławskie Towarzystwo Naukowe, 1986)
- Iwona Święch, Kujawskie skrzynie malowane (Włocławek: Muzeum Ziemi Kujawskiej i Dobrzyńskiej, 1990)
- Piotr Nowakowski, Katedra Włocławska (Włocławek: Włocławskie Towarzystwo Naukowe, 1991)
- Krystyna Kotula, Prowincja : katalog wystaw pokonkursowych : 1984-1989 (Włocławek: Muzeum Ziemi Kujawskiej i Dobrzyńskiej, 1992)
- Przerażenie i ukojenie (Płock, 1993) - red. katalogu Zbigniew Chlewiński, aut. fotografii wspólnie z Adamem Łukawskim i Bolesławem Nawrockim
- Krystyna Kotula, Sztuka Tadesza Szadeberga (Włocławek: Muzeum Ziemi Kujawskiej i Dobrzyńskiej we Włocławku, 1993) - red. i skład Teresa Sławińska
- Iwona Święch, Rzeźba Karola Ziomki : katalog wystawy (Włocławek: Muzeum Ziemi Kujawskiej i Dobrzyńskiej, 1994)
- Krystyna Kotula, Leon Bigosiński (1869-1928). Katalog wystawy malarstwa i rysunku (Włocławek: Muzeum Ziemi Kujawskiej i Dobrzyńskiej we Włocławku, 1995) - opr. graficzne Renata Magier, fot. z wykorzystaniem zasobów Muzeum Narodowego w Warszawie
- Radziejów i okolice : zabytki dekanatu radziejowskiego (Radziejów: Radziejowski Dom Kultury, 1995) - red. Jan Kalafus
- Zbigniew Żbikowski, Odkrywanie piękna : Włocławek, Kujawy wschodnie i ziemia dobrzyńska w fotografii (Włocławek: "Top", 1997)
- Jan Święch, Kujawsko-Dobrzyński Park Etnograficzny w Kłóbce : przewodnik po skansenie (Włocławek: Muzeum Ziemi Kujawskiej i Dobrzyńskiej, 1997)
- Zbigniew Stec [katalog] (Włocławek: Galeria Sztuki Współczesnej, 1997)
- Henryk Nahorski, Województwo włocławskie: mapa turystyczna (Bydgoszcz: Regionalna Agencja Promocji Turystyki, 1997) - fot. wspólnie z Henrykiem Nahorskim
- Danuta Kuźnicka, W 75-lecie Bitwy Warszawskiej 1920: materiały z konferencji naukowej 30 XI-1 XII 1995 r. i uroczystości w dniu 20 sierpnia 1995 r. pod Pomnikiem Poległych Obrońców Wisły 1920 roku (Włocławek: Włocławskie Towarzystwo Naukowe, 1997)[32]
- Krystyna Kotula, Z galerii portretow polskich: malarstwo i rysunek 1815-1939 ze zbiorow Muzeum Ziemi Kujawskiej i Dobrzynskiej (Włocławek: Muzeum Ziemi Kujawskiej i Dobrzyńskiej, 1997)[33]
- Pegaz [katalog Zbigniewa Steca] (Włocławek: Wojewódzka Biblioteka Publiczna, 1998) - red. Janina Górniak, fot. wspólnie z Andrzejem Lewandowskim
- Jan Święch, Skanseny : muzea na wolnym powietrzu w Polsce (Olszanica: Wydawnictwo BoSz, 1999)
- Dorota Kalinowska, Od Matki Boskiej Zielnej do Jagodnej : tradycyjne pożywienie ludowe na Kujawach (Włocławek: Muzeum Ziemi Kujawskiej i Dobrzyńskiej, 1999)
- 40-lecie Aeroklubu Włocławskiego' (Włocławek: "Expol", 1999) - opr. graficzne Janusz Nowierski
- Krystyna Kotula, Stanisław Noakowski : z kolekcji Muzeum Ziemi Kujawskiej i Dobrzyńskiej we Włocławku : katalog wystawy (Włocławek: Muzeum Ziemi Kujawskiej i Dobrzyńskiej, 2000).
- Tomasz Wąsik, Włocławek i okolice (Włocławek: Agencja Reklamowa Top, 2000)
- Tomasz Wąsik, Włocławski cmentarz (Włocławek: LEGA - Oficyna Wydawnicza Włocławskiego Towarzystwa Naukowego, 2001)
- Krystyna Pawłowska, Zwyczaje i obrzędy doroczne na Kujawach (Włocławek: Dobrzyńsko-Kujawskie Towarzystwo Kulturalne, 2001)
- Stanisław Kunikowski, Z dziejów miar w Polsce: katalog miar ze zbiorów Muzeum Ziemi Kujawskiej i Dobrzyńskiej we Włocławku (Włocławek: Lega - Oficyna Wydawnicza Włocławskiego Towarzystwa Naukowego, 2001)[34]
- Dorota Kalinowska, Strój ludowy na Kujawach (Włocławek: Dobrzyńsko-Kujawskie Towarzystwo Kulturalne, 2002)[35]
- Bogdan Ziółkowski, Włocławek: kalendarium dziejów miasta (Włocławek: Lega, 2003)
- U źródeł piękna... : Gostynińsko-Włocławski Park Krajobrazowy (Włocławek: Agencja Reklamowa TOP, 2003) - tekst Andrzej Drozdowski i Mariola Modrzejewska, fot. wspólnie z Piotrem Twardowskim i Sławomirem Studzińskim
- Krystyna Pawłowska, Rzeźba i zdobnictwo na Kujawach (Włocławek: Dobrzyńsko-Kujawskie Towarzystwo Kulturalne, 2003) - fot. wspólnie z Janiną Gardzielewską, Janem Świderskim i Stanisławem Rogalskim[36]
- Włocławek - w sercu Europy (Włocławek: Agencja Reklamowa TOP, 2004) - tekst Renata Kudeł, fot. wspólnie z Piotrem Twardowskim
- Dorota Kalinowska, Rękodzieło ludowe (Włocławek: Dobrzyńsko-Kujawskie Towarzystwo Kulturalne, 2004)
- Krystyna Kotula, Zagajewski. Rzeźba (Włocławek: Studio WENA, 2004) - opr. graficzne Krzysztof Cieśla, fot. wspólnie z Krzysztofem Cieślakiem, Jackiem Szczurkiem, Danielem Pachem oraz z wykorzystaniem Archiwum Muzeum Ziemi Kujawskiej i Dobrzyńskiej we Włocławku
- Elżbieta Kraszewska-Sikorska, Kujawsko-Dobrzyński Park Etnograficzny w Kłóbce : przewodnik (Włocławek: Muzeum Ziemi Kujawskiej i Dobrzyńskiej, 2004)
- Ciechocinek : perła uzdrowisk (Ciechocinek: Waśko - Studio Sztuki, 2005) - wspólnie z Jackiem Waśko[37].
- Krystyna Kotula, Włocławskie Impresje 2006 (Włocławek: "EXPOL" P. Rybiński, J. Dąbek Sp. J., 2006)
- Jan Sieraczkiewicz, Wspomnienia o mistrzu : Stanisław Zagajewski 1927-2008 (Włocławek: Agencja Reklamowa TOP, 2009)
- Dariusz Lewandowski, Bazylika katedralna pw. Wniebowzięcia Najświętszej Maryi Panny we Włocławku : przewodnik (Włocławek:  "EXPOL" P. Rybiński, J. Dąbek Sp. J., 2009) - fot. wspólnie z Adamem Bujakiem, Zbigniewem Dobrosielskim i Romanem Skowrońskim
- Skarby diecezji włocławskiej (Włocławek: Alchem, 2014) - red. Marek Zapenowski i Jolanta Młodecka, opr. graficzne Janusz Nowierski, fot. wspólnie z Wacławem Górskim, Elizą Marcjanik-żak, Romanem Nowina-Konopką, Teresą Szymonowicz i Markiem Żakiem[18][22][24][38][39]

### Odznaczenia
20 kwietnia 1999 roku postanowieniem prezydenta Aleksandra Kwaśniewskiego na wniosek Wojewody Kujawsko-Pomorskiego otrzymał brązowy Krzyż Zasługi za wzorcowe, wyjątkowo sumienne wykonywanie obowiązków wynikających z pracy zawodowej.

### Życie prywatne
Z żoną Ewą ma dwoje dzieci.